# 1963 Bezovec
Az 1963 Bezovec (ideiglenes jelöléssel 1975 CB) a Naprendszer kisbolygóövében található aszteroida. Luboš Kohoutek fedezte fel 1975. február 9-én.